# Pseudochariesthes nobilis
Pseudochariesthes nobilis är en skalbaggsart som först beskrevs av Jordan 1894.  Pseudochariesthes nobilis ingår i släktet Pseudochariesthes och familjen långhorningar.
Artens utbredningsområde är Gabon. Inga underarter finns listade i Catalogue of Life.